# Luismi (1992)
Nezaměňovat s jiným španělským fotbalistou Luisem Miguelem Loro Santiagem se stejnou přezdívkou, viz Luismi (1979).
Luis Miguel Sánchez Benítez známý jako Luismi (* 5. května 1992, Jerez de la Frontera, Španělsko) je španělský fotbalový obránce, který hraje v současnosti za klub Sevilla FC. Hraje na postu stopera (středního obránce).

## Klubová kariéra
Odchovanec Sevilla FC debutoval v A-týmu v utkání Primera División 23. srpna 2014 proti mužstvu Valencia CF (remíza 1:1).